# Li Zhuo
Li Zhuo (in cinese: 李卓S; Tieling, 4 dicembre 1981) è un'ex sollevatrice cinese medagliata olimpica che ha gareggiato nelle categorie dei pesi gallo (fino a 48 kg.) e dei pesi piuma (fino a 53 kg.).

## Carriera
Nel 1999, all'età di 17 anni, Li Zhuo diventò campionessa mondiale juniores della categoria dei pesi gallo e poche settimane dopo vinse la medaglia d'oro tra i senior ai Campionati asiatici di Wuhan con 195 kg. nel totale.
L'anno seguente passò alla categoria superiore dei pesi piuma ma non andò oltre la medaglia d'argento ai Campionati asiatici di Osaka con 187,5 kg. nel totale.
Nel 2002, dopo essere ritornata alla categoria dei pesi gallo, vinse la medaglia d'oro ai Giochi Asiatici di Busan con 200 kg. nel totale.
Nel 2003 vinse la medaglia d'oro ai Campionati asiatici di Qinhuangdao con 207,5 kg. nel totale e un anno dopo confermò la medaglia d'oro ai Campionati asiatici di Almaty 2004 con 205 kg. nel totale.
Nello stesso anno 2004 partecipò alle Olimpiadi di Atene, dove riuscì ad ottenere la medaglia d'argento con 205 kg. nel totale, superata dalla turca Nurcan Taylan (210 kg.).
1. ↑  Nell'onomastica cinese il cognome precede il nome. "Li" è il cognome.